# Hans Hellermann
Hans Hellermann   (Schwelm, 26 de desembre de 1909 - valor desconegut) fou el líder del NSDAP a Catalunya i, posteriorment, a Espanya des de 1934 fins al començament de la II Guerra Mundial.

## Biografia
Hans Hellermann, natiu de la regió de la Westfàlia s'afilià al NSDAP, també conegut com el partit nazi, a final dels anys 1920 amb el carnet número 186.721. A la darreria de 1933 fou enviat a Barcelona per ordres directes de l'organització a l'estranger del partit, coneguda com la Auslandorganisation, amb la missió d'estendre i propagar els ideals nacionalsocialistes entre els alemanys residents a Catalunya, ja que espanyols no podien afiliar-se al NSDAP.
Un cop a Barcelona, Hellermann s'instal·là al barri de Gràcia i obrí al carrer Avinyó una societat mercantil, conjuntament amb Otto Philippi, que actuaria de cortina de fum de l'agrupació catalana del NSDAP. La primera ordre que reberen fou la d'utilitzar els codis per escriure les circulars, per si els enemics del partit rebien la informació. Per evitar enfrontaments amb les administracions republicanes, Hellermann s'ideà el paraigua legal de l'Associació Nacional Alemanya de Dependents de Comerç, posteriorment denominada Front del Treball Alemany, amb seu molt a prop de la societat mercantil creada per Hellermann. Aquesta organització estava presidida per Anton Leistert, un controvertit personatge, sadomasoquista practicant que s'havia encarregat de netejar la junta d'aquesta associació introduint nous membres pròxims al partit d'Adolf Hitler.
Amb Hellermann i Leistert, la teranyina nazi es va estendre ràpidament arreu del país, d'aquesta manera, poc abans de començar la guerra civil a Catalunya hi havia vint-i-una agrupacions del NSDAP de les seixenta-tres que hi havia a Espanya. Concretament, aquestes agrupacions estaven a Barcelona, Bellaterra, Cornellà de Llobregat, Gavà, Montcada i Reixac, Navàs, Sallent, Santa Coloma de Gramenet, Terrassa, Balsareny, Castellar del Vallès, Esplugues de Llobregat, Masnou, Premià de Mar, Sant Cugat del Vallès, Súria, Tortosa, Flix, Sant Feliu de Guíxols, Palafrugell i Palamós. En totes elles, però principalment a Barcelona, hi van implementar un establishment social, econòmic i cultural.
Un altre dels encàrrecs que rebé Hellermann, fou el de crear la secció local de la Gestapo a Barcelona. Aquesta s'instal·la al pis de sobre de la seu del partit al carrer Avinyó. Des d'aquesta col·laborà amb els militars que planejaven el cop d'estat contra la República. Quan aquest fracassa a Catalunya, Herllermann fuig a Alemanya, on s'allista voluntari per a participar en el front de guerra que no trigaria a començar. Ferit, viatjà a Mèxic per difondre les idees de Hitler a partir d'organitzacions com la Falange, que no estava prohibida, a diferència dels partits nazis. Empresonat per espia, aconseguí fugir i després d'una nova estada a Berlín, se li perd el rastre.